# إيفان ريستيتش
إيفان ريستيتش هو لاعب كرة قدم ومدرب كرة قدم صربي في مركز الدفاع، ولد في 10 يناير 1975 في جمهورية يوغوسلافيا الاشتراكية الاتحادية. لعب مع راد بيوغراد ونادي سيريانسكا ونادي فويفودينا ونادي مول فيهيرفار.

## وصلات خارجية
- إيفان ريستيتش على موقع اتحاد السويد (السويدية)
- إيفان ريستيتش على موقع قاعدة بيانات كرة القدم.إي يو (الإنجليزية)
- إيفان ريستيتش على موقع Soccerway.com (الإنجليزية)